# シャトーブリアン (ロワール＝アトランティック県)
シャトーブリアン （Châteaubriant、ブルトン語:Kastell-Briant）は、フランス、ペイ・ド・ラ・ロワール地域圏、ロワール＝アトランティック県のコミューン。歴史的にはブルターニュ、メ地方に属する。シャトーブリアンは主として田園風景に囲まれ、百年戦争で仏英の戦いの場となったシャトーブリアン城の周りで発展した。
農業やウシの飼育が長い間行われ、特にフランスで２番目に大きい牛肉の市場と食肉の供給工場となっていることが有名である。このことから高級肉シャトーブリアンの名前に使われたという説がある。また、農業、商業などの祭典Foire de Béréはフランスで最も古くから行われているフェアの一つである。
19世紀には金属加工業、その後プラスチック製造が盛んになった。

## 地理
県北部に位置するシャトーブリアンは、レンヌの南約55キロメートル、ナントの北東70キロメートル、アンスニの北50キロメートルにあり、これら3都市の真ん中に位置している。しかし各都市をつなぐ主要道路から離れているため、経済的にやや孤立している。

## 交通
- 道路 - 県道4本が通る
- バス - カステルビュスという名の小型バス路線があり、町中に30箇所の停留所がある。
- 鉄道 - TERが運営するナント-オルレアン-シャトーブリアン間の路線、シャトーブリアン-レンヌ間路線が停車するシャトーブリアン駅
- 空港 - レンヌ-サン＝ジャック空港かナント・アトランティック空港

## 由来

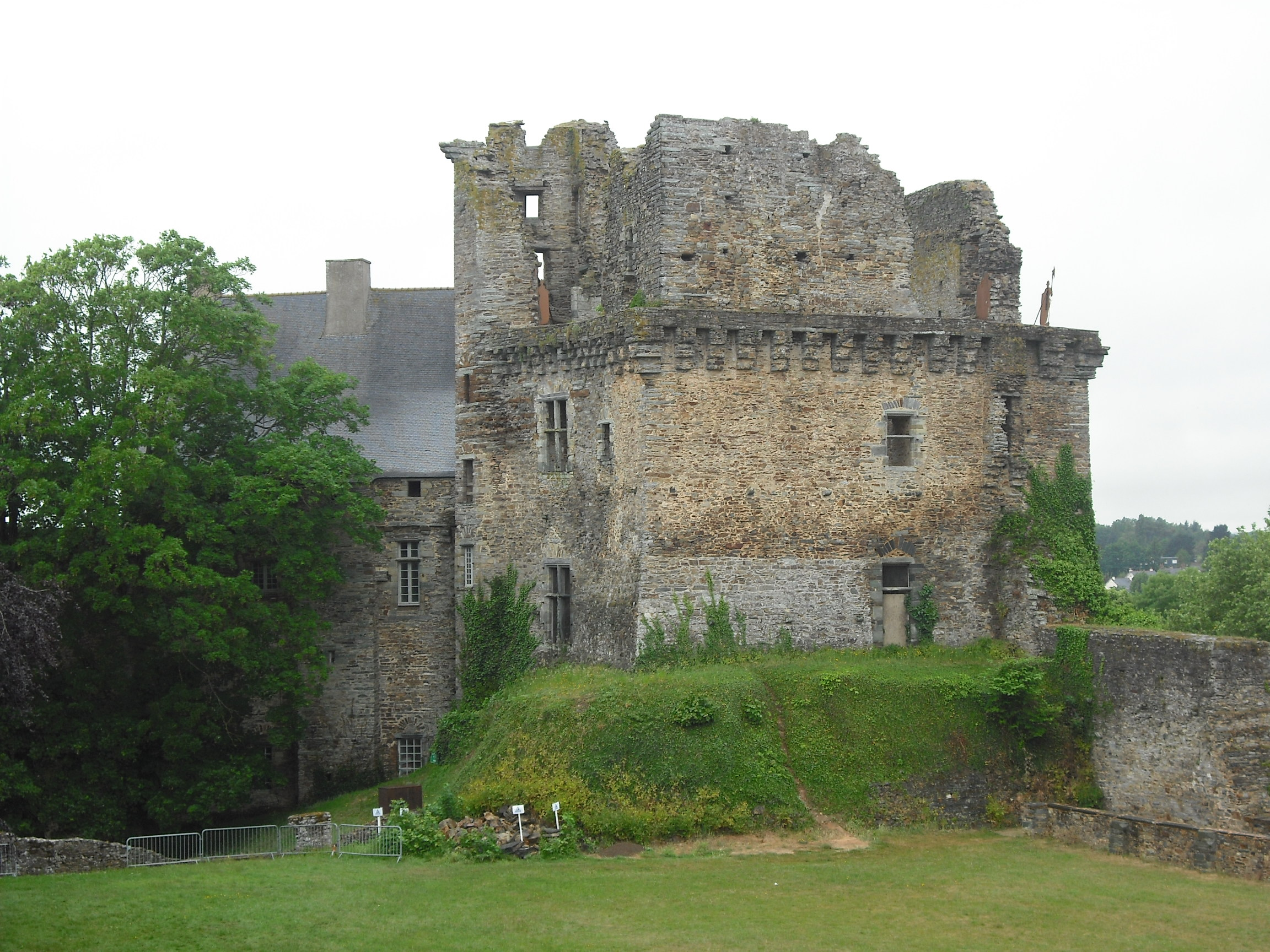
中世のダンジョン

11世紀にブリアン（Brient）という人物が城(Château シャトー)を建設したのが起源である。ブリアンはBrientiiまたはBrieniと記されていた。Castrum BrieniまたはCastrum Brientiiと記された。語尾のtは除かれている。1266年に初めて記されたフランス語文書では男爵の名がジョフロワ・ド・シュトー・ブリアン（Geffrey de Cheteau Brient）とされていた。Chasteau Brientのつづりが最も用いられた。
15世紀になるとaでなくeを用いたBrientに変わり、語尾の-tは書き手によっては-dとなった。17世紀、sが曲折したアクセントのため場所を明け渡し、次の世紀ではsなしのかたちが完成した。一方、語尾の-dが優勢に書かれることがなくなった。反革命的であるとして、元貴族で軽騎兵隊長のジャン＝バティスト＝オギュスト・ド・シャトー＝ブリアン（Jean-Baptist-Auguste de CHATEAU-BRIANT、作家フランソワ＝ルネ・ド・シャトーブリアンの兄）が1794年にギロチンで処刑された。19世紀に傾向は変わり、単語としてのシャトーブリアンにはtが必要とされ、dの代わりとされた。

## 歴史

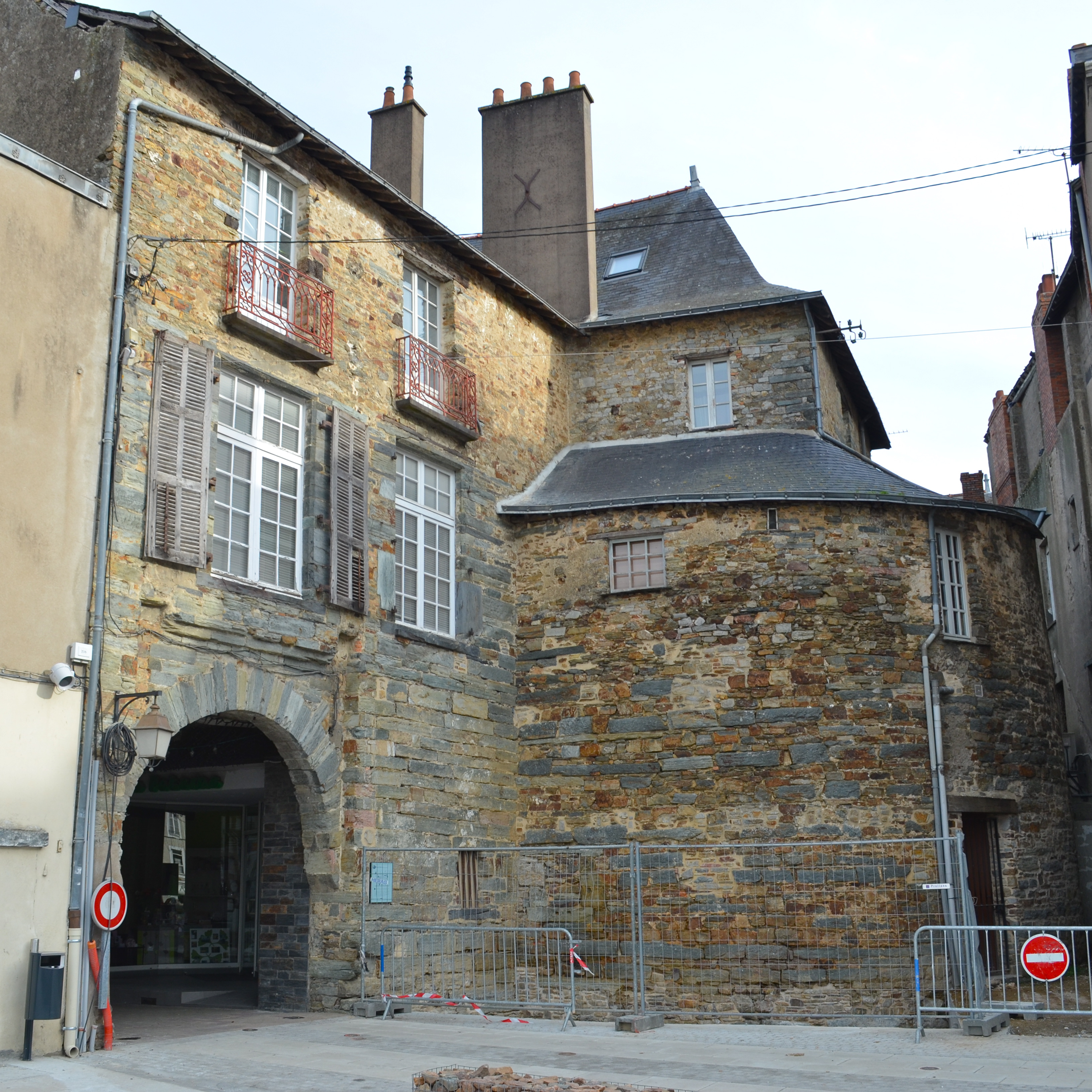
城壁の名残であるポルト・ヌーヴ

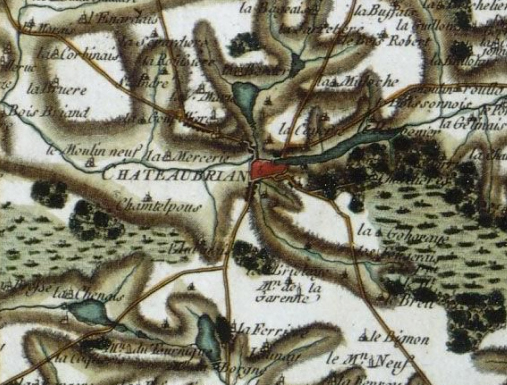
18世紀カッシーニ地図に描かれたシャトーブリアン

### 新石器時代-11世紀まで（ベール地域）
シャトーブリアン周辺では古代からの人の生業の痕跡が残る。『メンヒルの大型駆逐艦』（grand destructeur de menhirs）の愛称で知られるメンヒルなどの巨石記念物が、シャトーブリアン周辺に見られる。
新石器時代の斧も、ベール地区北の元競馬場跡から発見されている。ベール地区はガリアの村を起源としており、地下には鉄が豊富にあったため、非常に古い採掘跡が残っている。シャトーブリアンの周囲は、ガリア系のアンデカヴィ族、ケルト系のレドネス族、ヴェネティ族、ナムネテス族の境界にあたった。
ベール（Béré）の名称はケルト語で『高さがある』を意味し、ラテン語化されてBairacus、その後Bereus、Béréと変化した。ローマの建物の遺跡は、1876年に見本市広場で発見されている。ローマの道がコンデイウム（Condeium、現在のカンデ）とコンデヴィクヌム（現在のナント）とを結んでいた。
6世紀にシャトーブリアン周辺はブルトン人の侵略を受け、ブルトン人王国に併合された。当時のブルターニュは、規模の小さい封建領主ごとに土地が分割されていた。中世初頭、村は重要な発展を経験した。聖ピエールと聖ジャン＝バティストの2人に捧げられた礼拝堂がつくられた。硬貨鋳造の工房もあった。ベールは農業と牧畜、金属加工と商業が中心であった。
1000年後、おそらくナント司教ゴーティエ2世が領地を指定し、ブリアン家が2聖人の礼拝堂の地に定着した。これは政治的な行動であり、ナント司教はレンヌ伯とは対照的に、ナント伯やアンジュー伯との戦いで貴族の支持を集めていた。

### 創設

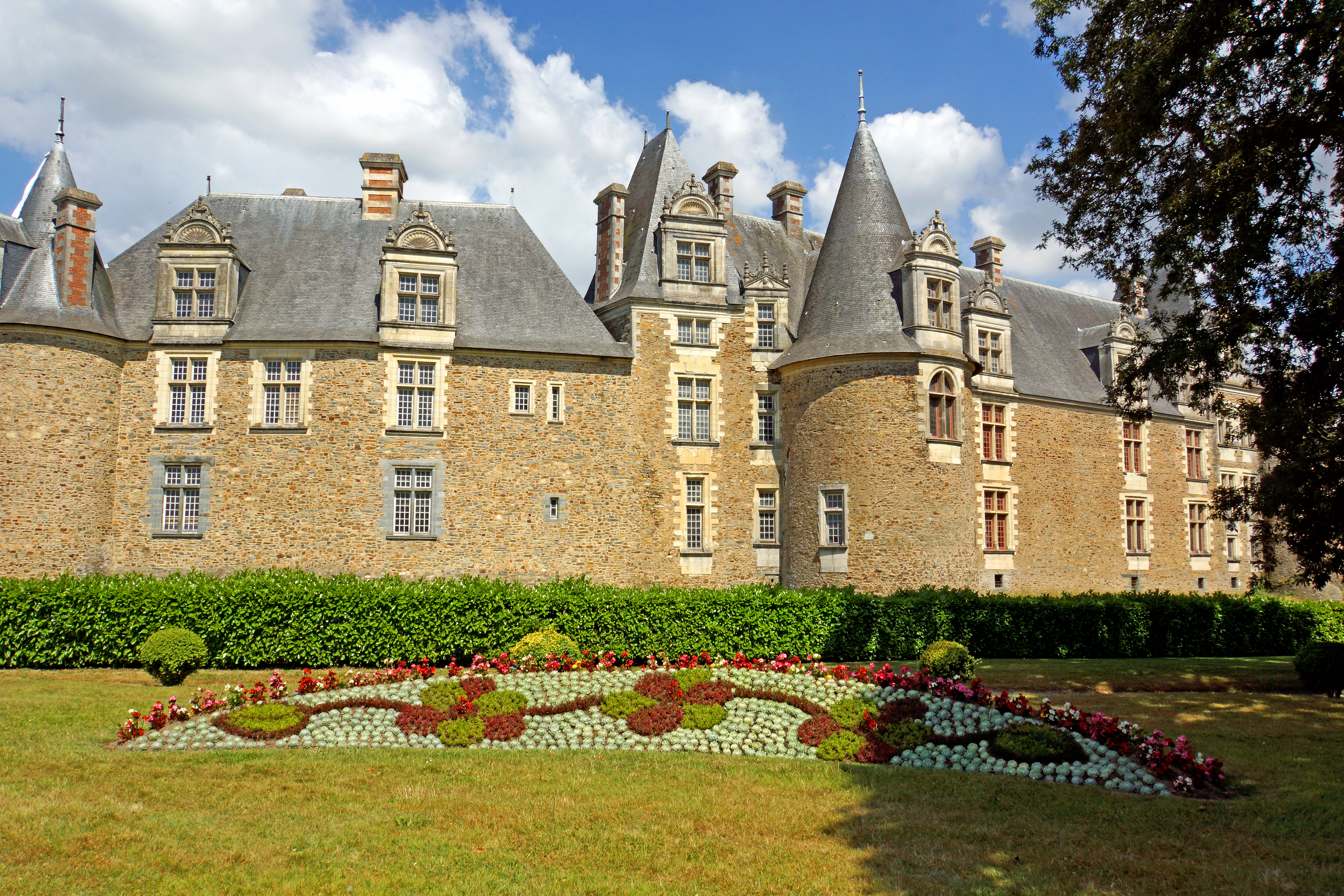
シャトーブリアン城

シャトーブリアンの歴史は11世紀に始まる。レンヌ伯の同盟者であったブリアンは、シェール川とロラール川の合流地点の丘の上にモット・アンド・ベーリー式の要塞を築いた。この地はヴィトレ、フージェール、アンスニとともにマルシュ・ド・ブルターニュ（ブルターニュの辺境）と呼ばれ、フランス王国に対してブルターニュの国境を守る役割を負っていた。ブリアンは後にベールにサン＝ソヴール修道院を建てた。この修道院はまちの最初の中心であり、11世紀のサン＝ジャン＝バティスト教区、13世紀のサン＝ミシェル修道院の創設によって南東に広がった。シャトーブリアンのまちは12世紀に、城の西側で成長を始めた。

### 中世

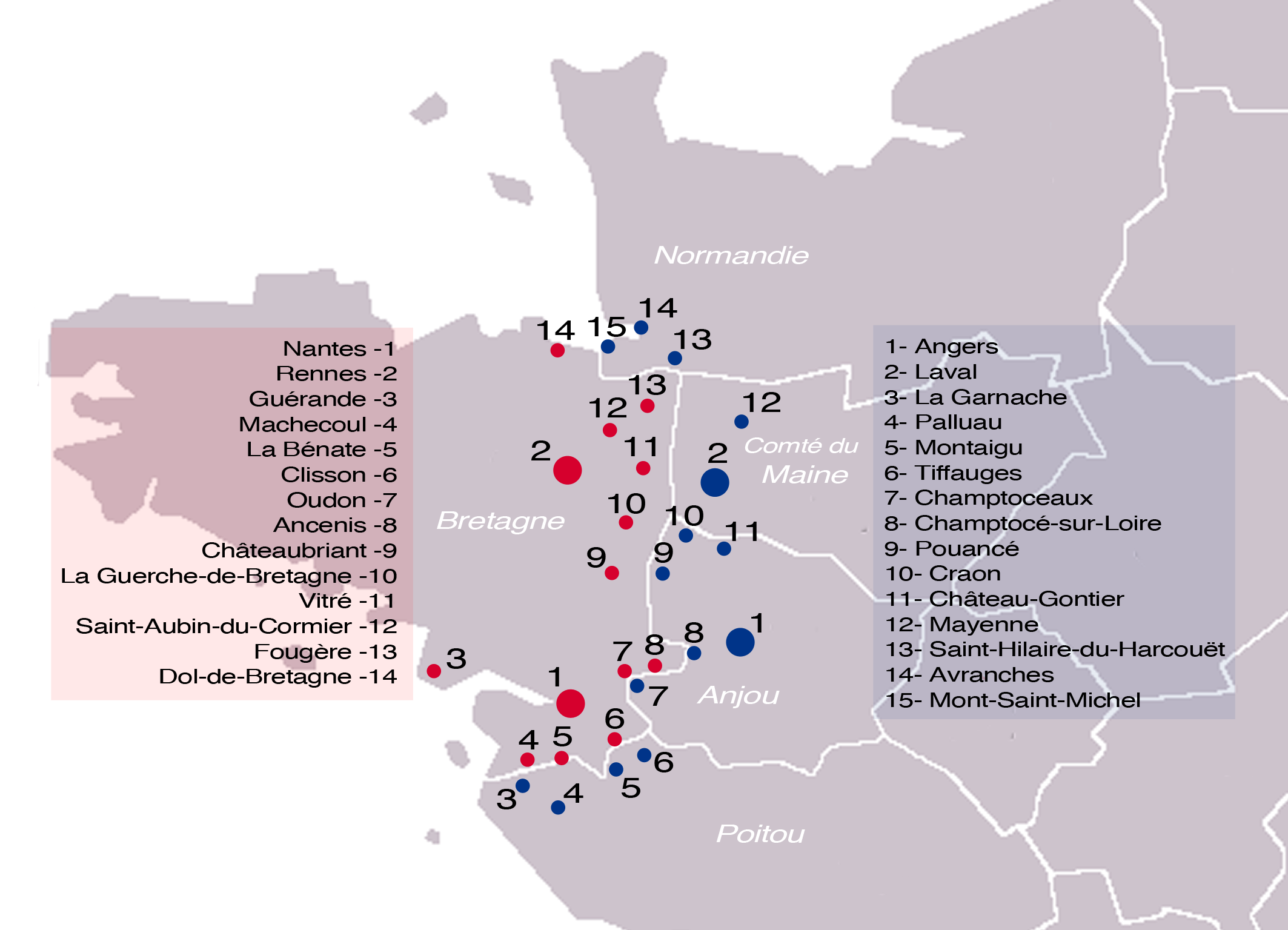
ブルターニュ公国とフランス王国の国境地帯。シャトーブリアンはブルターニュ側の9の位置にある

城が戦略的に重要な場所であったため、たびたび戦いと侵略の対象となった。1222年3月3日、ベールは、ブルターニュ公ピエール1世とアンジュー城代アモーリー率いる男爵軍との戦いの舞台となった。1235年にルイ9世によって行われた包囲戦は重要である。不安にかられた城主たちは、13世紀と15世紀に城の壁をさらに高くする工事を行っている。
13世紀から15世紀の中世のまちは城壁で覆われて守られ、北のシェール川と南のロラール川に供給される堀に囲まれていた。城壁は5つの門で守られていた。14世紀、シャトーブリアンをつくったブリアン家は男爵に昇格した。城主はその後ディナン家、そしてラヴァル家に変えられた。
1488年4月、フランス軍指揮官ルイ2世・ド・トレモイユがシャトーブリアンを包囲した。シャトーブリアン城は解体され、ジャン・ド・ラヴァルは人質となった。これは、クリソン、ルドン、ガンガンといった要塞を含む、異なるブルターニュの軍事拠点が連続して落とされる軍事作戦の始まりだった。

### ルネッサンス

1832年の城の図面

16世紀は、1532年から1542年までブルターニュ総督を務めたジャン・ド・ラヴァルの活躍が挙げられる。彼は妻のフランソワーズ・ド・フォワのために城にルネサンス翼を建設した。ジャン・ド・ラヴァルは、自らの男爵領をアンヌ・ド・モンモランシーに遺贈した。17世紀にコンデ公家がシャトーブリアンを相続したが、彼らが滞在することはなかった。1680年に病院が建設された。

### フランス革命
フランス革命時代にシャトーブリアンは郡の所在地となった。1793年以降、まちは共和国派と王党派の戦いの舞台となった。この時期に、軍人でのち将軍となるジョセフ・レオポール・ユーゴー（fr）は、恐怖政治のためにナントからシャトーブリアンへ逃れてきていたソフィー・トレビュシェと出会っている。2人の間の子がヴィクトル・ユーゴーである。ソフィーが暮らした家が現在も残っている。

### 19世紀
19世紀からシャトーブリアンは都市化が始まる。製粉所と城壁が取り去られ、大通りがつくられ、高いコミューン庁舎が建ち、病院や教会が再建された。1877年から1887年にかけ3本の鉄道路線が敷かれた。1876年からガスが、1928年から上水道が供給されるようになった。

### 世界大戦
1941年10月20日、ナント配属のドイツ軍司令官カール・ホッツ暗殺事件の報復として、ショワゼル刑務所（通称シャトーブリアン収容所）にいた27人の人質が2日後の10月22日に銃殺刑に処された。27人のうち、最年少は17歳のギィ・モケであった。処刑の場所は「Carrière des Fusillés（銃殺刑に処された者たちの砂利採取場）」または「Sablière（採砂場）」の名で知られ、この地域におけるナチス・ドイツ占領時代の記憶を留める重要な場所となっている。
1944年、シャトーブリアンは連合国側の爆撃を受けた。作戦は製錬所を対象としたものだったが、中心部や城の一部も爆撃された。
1960年代、戦後復興の一環として、サン＝ナゼールに向かう国道775号線沿いに工業地帯が建設され、まちは南に向けて拡大し続けた。

## 史跡
中心にある旧市街は、15世紀に建てられた住宅やマンション、邸宅が多く残る。

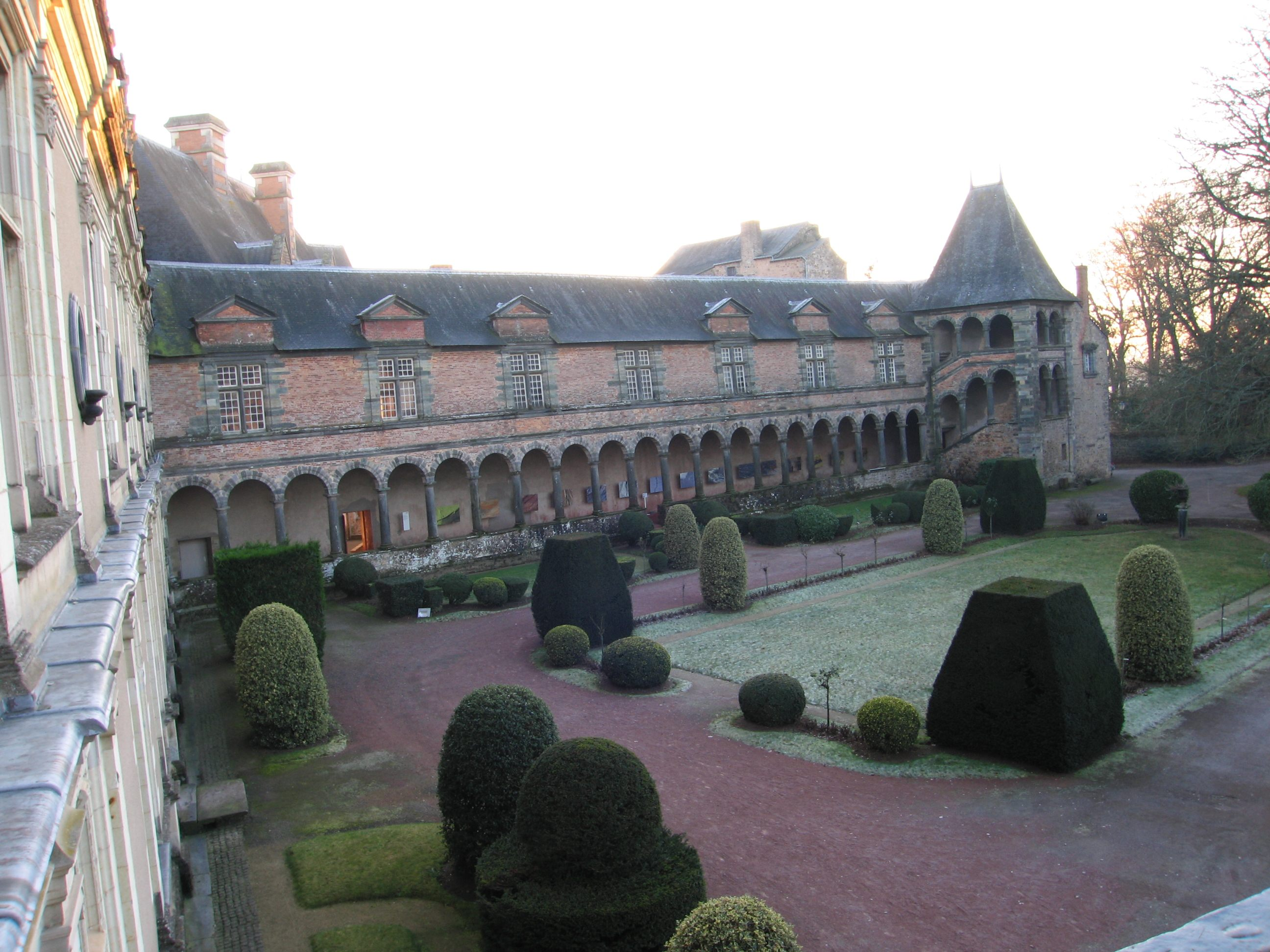
シャトーブリアン城のルネサンス翼
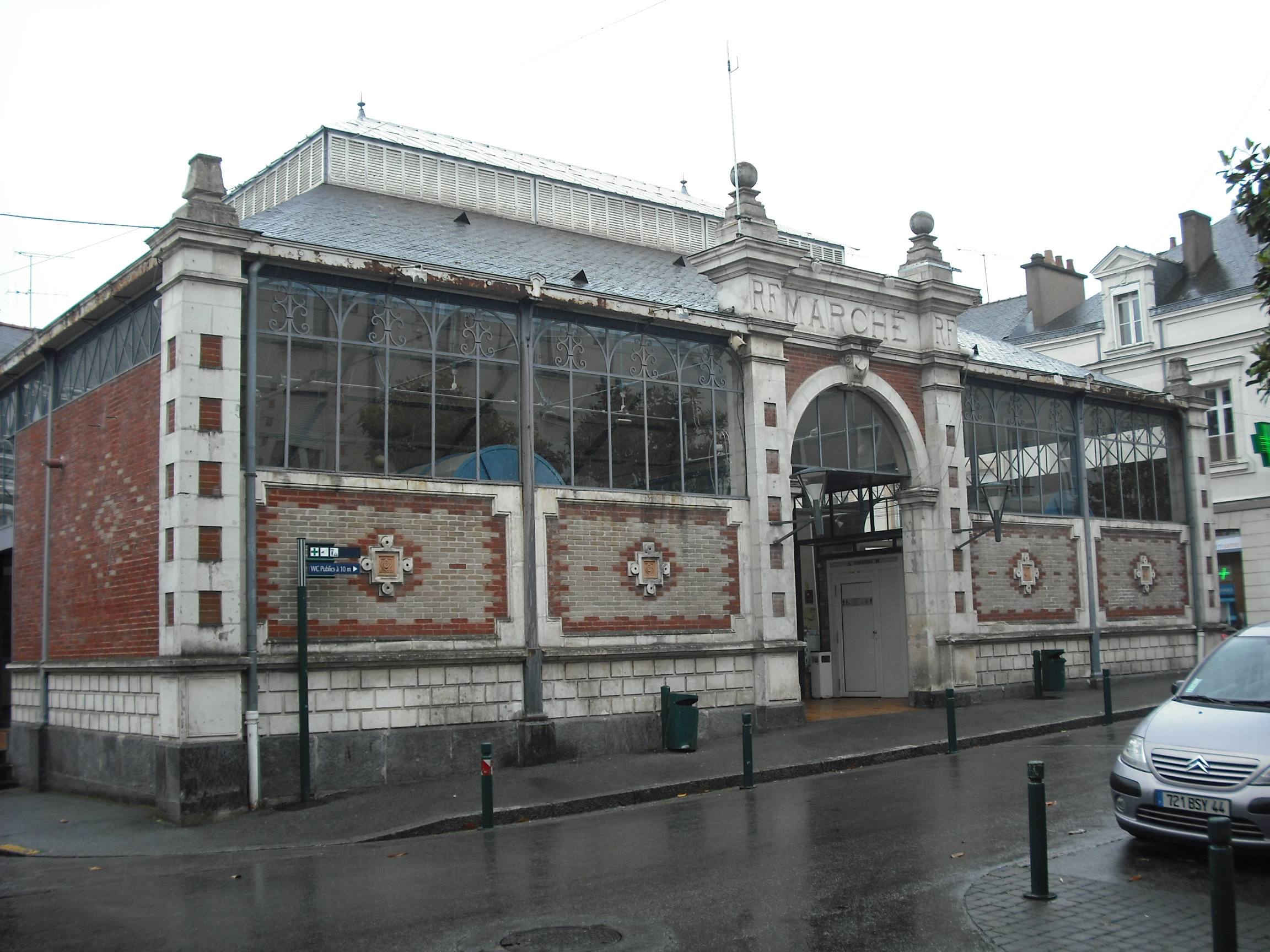
1900年完成の屋根付き市場
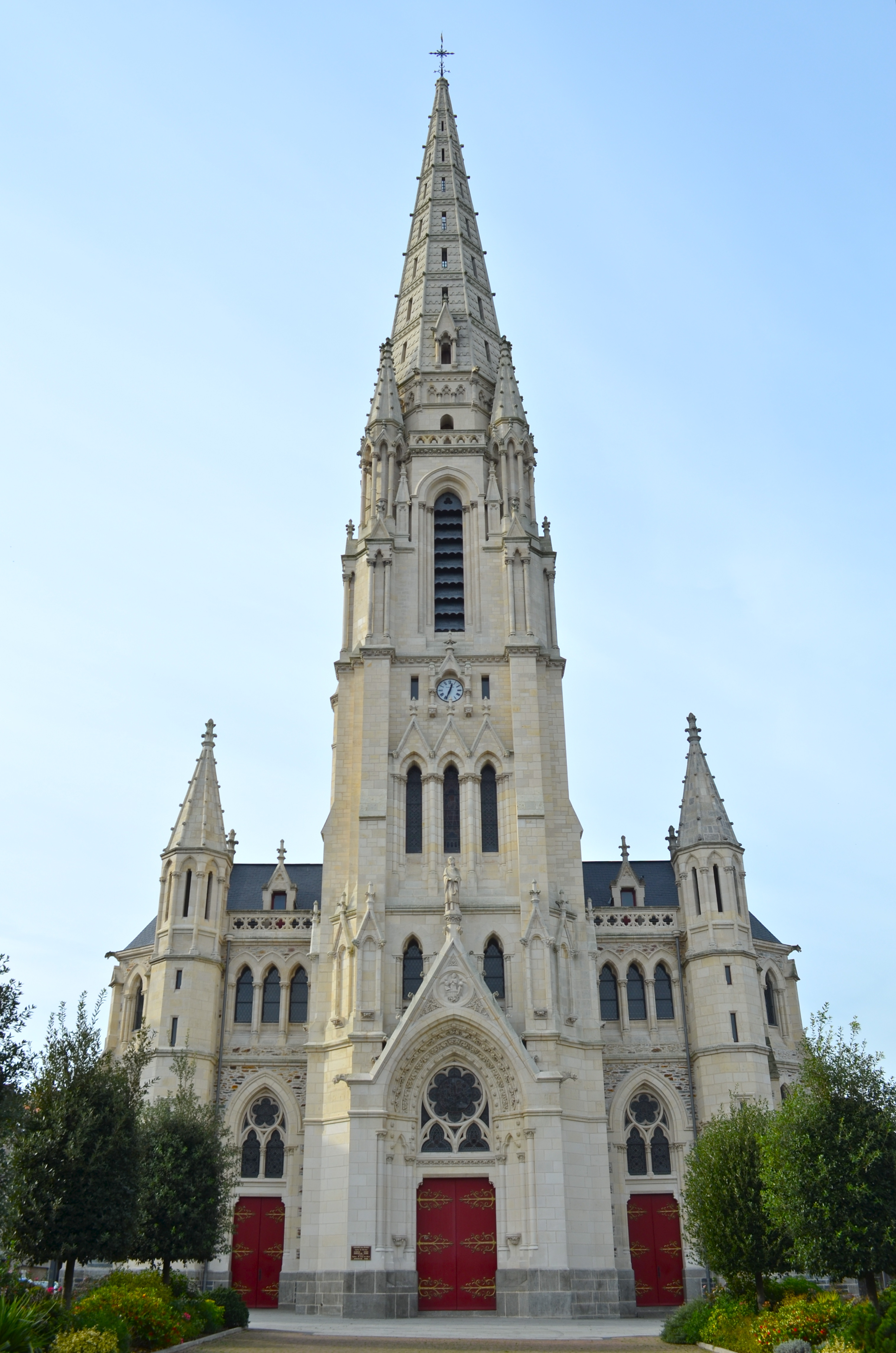
ネオ・ゴシック様式のサン＝ニコラ教会
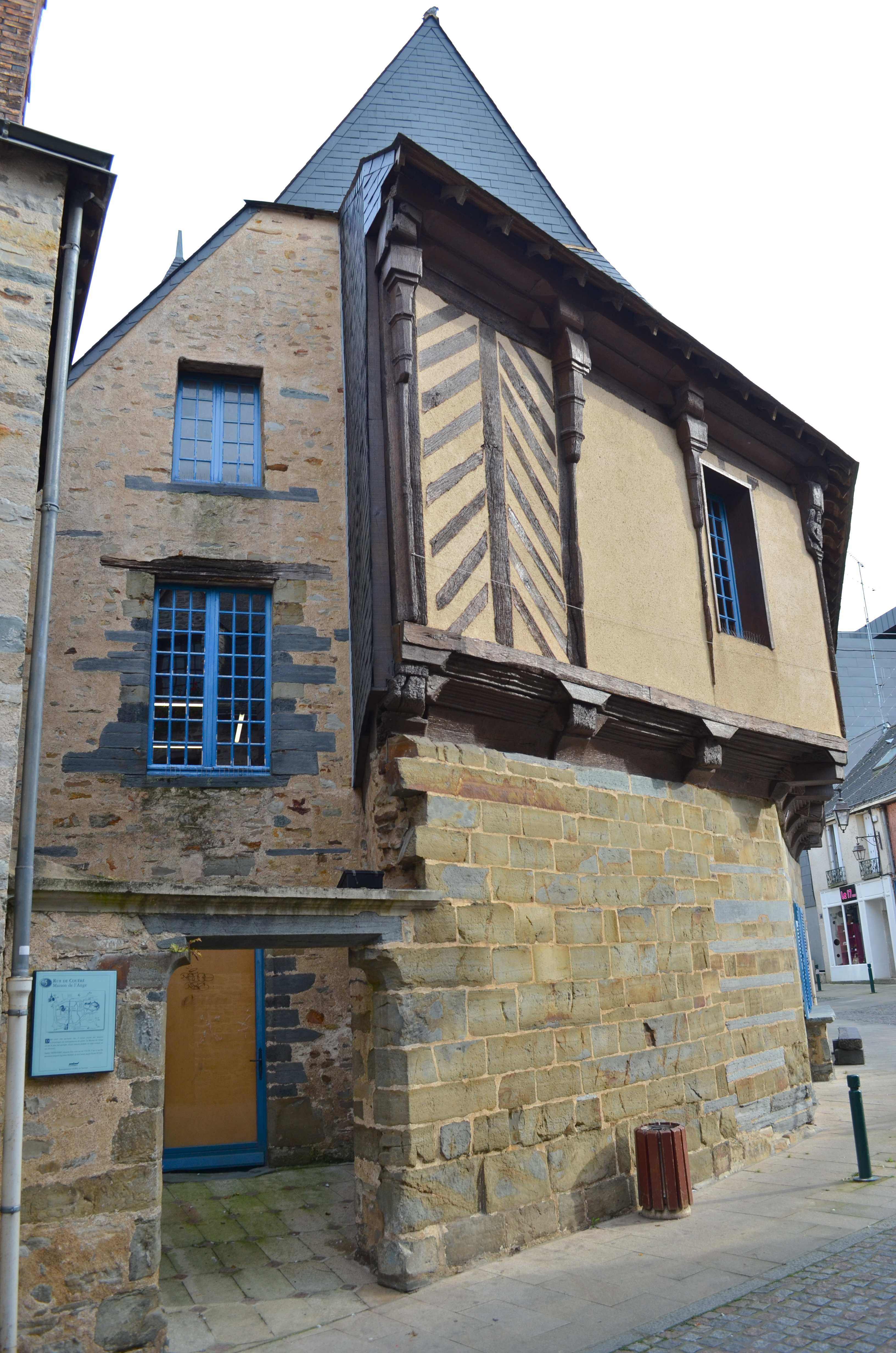
メゾン・ド・ランジュ

## 人口統計
| 1962年 | 1968年 | 1975年 | 1982年 | 1990年 | 1999年 | 2006年 |
| ------ | ------ | ------ | ------ | ------ | ------ | ------ |
| 10852  | 11986  | 13231  | 14023  | 12783  | 12065  | 12390  |

参照元:1968年以降INSEE ·  · 

## 関係者

### 出身者
- ジャック・パリ・ド・ボラールディエール（fr） - フランスの軍人。第二次世界大戦、インドシナ戦争、アルジェリア戦争に従軍。

### 居住その他ゆかりある人物
- ギィ・モケ - ナチス・ドイツ占領期のレジスタンス一員。パリ18区で生まれ、同17区バロン通り (Rue Baron) 34番地で生まれ育つ。17歳の時にシャトーブリアン収容所で処刑された。

## 姉妹都市
- ラデフォルムヴァルト、ドイツ
- アスローン、アイルランド
- ブラボヴァ、ルーマニア